# 창녕 관음사 미륵불비상
창녕 관음사 미륵불비상(昌寧 觀音寺 彌勒佛碑像)은 대한민국 경상남도 창녕군 도천면 영산리, 관음사에 있는 불상이다.
1983년 7월 20일 경상남도의 문화재자료 제21호 관음사미륵존불상으로 지정되었다가, 2018년 12월 20일 현재의 명칭으로 변경되었다.

## 개요
경상남도 창녕군 도천면 관음사(觀音寺)에 모셔진 불상이다. 자연암석의 한쪽 면을 다듬어서 선으로 새긴 마애불로, 불신과 몸 뒤의 광배(光背)를 나타냈다.
얼굴은 길고 온화하게 표현되었으며 전체적인 조각수법에서 시대가 뒤떨어짐을 알 수 있다. 한국전쟁 때 관음사가 전부 불탔었는데, 그 때의 충격으로 불상의 중간 부분에 금이 갔다.

## 참고 자료
- 창녕 관음사 미륵불비상 - 국가유산청 국가유산포털